# Andrzej (Gwazawa)
Andrzej, imię świeckie Amiran Gwazawa (ur. 14 kwietnia 1968 w Suchumi) – gruziński duchowny prawosławny, od 2014 metropolita Gori i Ateni.

## Życiorys
17 września 1996 otrzymał święcenia diakonatu, a 13 listopada tegoż roku – prezbiteratu. 18 października 1998 otrzymał chirotonię biskupią. W latach 1998–2007 był arcybiskupem Sagaredżo, a następnie do 2014 metropolitą Samtawisi.